# Slezská kalvárie
Slezská Kalvárie je označení pro křížovou cestu vedoucí z Hradce nad Moravicí na vrchol kopce Kalvárie (415 m n. m.), který se nachází východně od zámku Hradec nad Moravicí. Délka křížové cesty je přibližně 1 km, ale při výstupu je překonáno převýšení 150 metrů.

## Popis
Začátek křížové cesty je v Hradci nad Moravicí v ulici Pod Kalvárií. Na křížovou cestu se v její horní části lze také napojit zelenou turistickou značkou vedoucí z Kajlovce. Na konci křížové cesty, tedy na vrcholu Kalvárie, se nacházejí pozůstatky kamenných šancí a mramorová deska, do které je vytesán tento nápis: "Pochybovači, jenž o Bohu a jeho všemohoucnosti mudruješ, rozhlédni se, rozvaž a umlkni!". Z vrcholu je výhled na Hradec nad Moravicí a Opavu. Naskýtá se i pohled na hradecký zámek.

## Historie
Křížová cesta byla založena v roce 1774 Annou Marií Magdalénou Thomagniniovou na základě jejího „živého“ snu, ve kterém vystupovali věřící na ozářený vrchol kopce Kalvárie. Křížová cesta je tvořena 13 zděnými bílými kapličkami z roku 1856, které nahradily původní dřevěné sloupy. Tradiční pouť s více než dvěstěletou tradicí se koná 14. září na svátek Povýšení sv. Kříže. Tradice poutí byla po 2. světové válce v září roku 1945 obnovena, v roce 1950 přerušena, krátce znovu obnovena v letech 1968 až 1970, poté opět přerušena a v roce 1990 opět znovu obnovena.
Křížová cesta je chráněna jako nemovitá Kulturní památka České republiky.

## Sportovní aktivity
Přes křížovou cestu každoročně vede trasa cyklistického Silesia bike maratonu. Na úpatí Kalvárie se nachází lyžařský vlek. Slezská Kalvárie hostila také závody v orientačním běhu.

## Rekonstrukce křížové cesty
Při rekonstrukci v roce 1889 byla obnovena krytina všech kapliček a původní plechové obrazy Kristova utrpení nahradily kamenné reliéfy. Poslední rekonstrukce křížové cesty proběhla v letech 2004 až 2009. Akademický sochař a restaurátor Mgr. Jakub Gajda provedl restaurování reliéfů.